# Rhipidia flabelliformis
Rhipidia flabelliformis är en tvåvingeart. Rhipidia flabelliformis ingår i släktet Rhipidia och familjen småharkrankar.

## Underarter
Arten delas in i följande underarter:
- R. f. brachynema
- R. f. brevifila
- R. f. flabelliformis